# Kaj se dogaja?
Kaj se dogaja? je drugi album slovenske rock skupine Big Foot Mama. Material je skupina s tonskim mojstrom Žaretom Pakom posnela v studiu Kif Kif, v juniju in juliju leta 1997. Album je istega leta izšel pri založbi Corona.

## Seznam skladb
1. »Črn tulipan« – 3:16
2. »Rola se...« – 3:15
3. »Krila« – 3:17
4. »Kva se dogaja?« – 2:20
5. »Garbage (Hip hop med nogami)« – 3:18
6. »Loser« – 3:37
7. »Ne morem n'č« – 3:36
8. »Ne mi lag't« – 2:56
9. »Predsednik« – 4:07
10. »Matr je mr'z« – 3:16

## Zasluge
- Posneto v studiu Kif Kif; Ljubljana (junij – julij 1997)
- Tonski mojster: Žarko Pak
- Mešano v studiu Metro